# Ohlsbach
Ohlsbach là một thị xã ở huyện Ortenau trong bang Baden-Württemberg nước Đức. Đô thị Ohlsbach có diện tích 11,14 km².